# Klapy

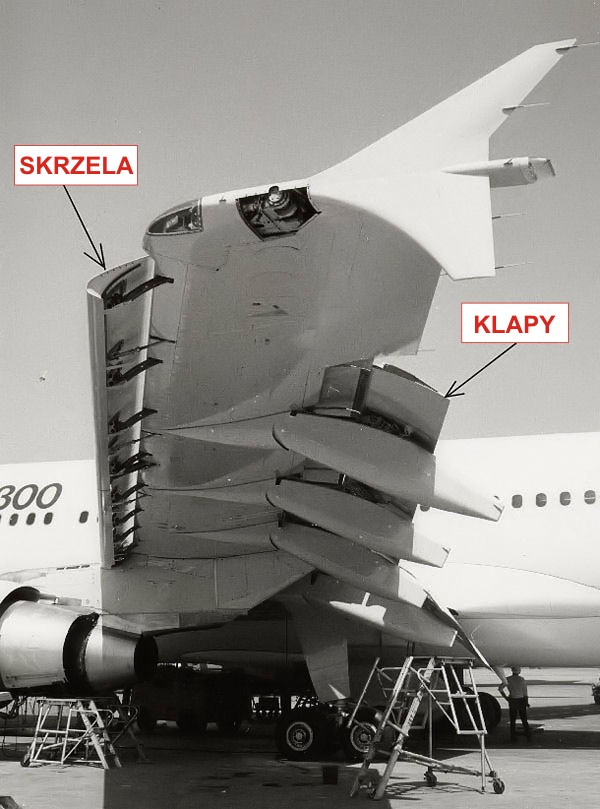
Na ilustracji zaznaczono klapy oraz sloty (skrzela) na lewym skrzydle Airbusa A310

Klapy – elementy mechanizacji skrzydła, umiejscowione zazwyczaj w tylnej części skrzydła statku powietrznego, pozwalające w razie potrzeby znacznie zwiększyć siłę nośną (nawet o 50–80%) oraz opór skrzydła. Wykorzystywane zwykle aby umożliwić lot z mniejszą prędkością, a także aby skrócić start i zmniejszyć prędkość podejścia do lądowania. Wysunięcie klap pozwala na zmniejszenie minimalnej prędkości statku powietrznego Vs. Efektem ubocznym stosowania klap jest zmniejszenie krytycznego kąta natarcia. Kąt wychylenia klap podczas startu samolotu wynosi przeciętnie ok. 15–20 stopni, a podczas lądowania ok. 30 stopni.
Konfiguracja profilu skrzydła z wypuszczonymi klapami sprawia, że staje się on bardziej wysklepiony, co pozytywnie wpływa na zwiększenie współczynnika siły nośnej. Klapy tylne, podobnie jak sloty, umożliwiają lot z mniejszą prędkością, co pozwala skrócić start i podejście do lądowania. Przy pełnym wysunięciu klap tylnych można zaobserwować duży wzrost oporu aerodynamicznego.
Niewysunięcie klap podczas startu samolotu było przyczyną kilku tragicznych katastrof lotniczych m.in. linii Northwest Airlines w 1987 r. i linii Spanair w 2008 r.

## Typy klap
Klapa zwykła – jej konstrukcja polega na zamocowaniu tylnej sekcji profilu skrzydła na zawiasie (zakres wychylenia klapy od 0° do 60°). Klapa składa się z panelu z zaokrągloną górną krawędzią natarcia, która wysuwana jest w dół. Efektywność klapy zwykłej jest mała, ponieważ strugi powietrza nie są w stanie przesuwać się wzdłuż odchylonej w dół powierzchni i następuje ich oderwanie. Dlatego klapy stosuje się głównie jako ster. Pierwszym samolotem wyposażonym w tego typu klapy był Fairey Hamble Baby (1916 r.) wyprodukowany przez Fairey Aviation Company.

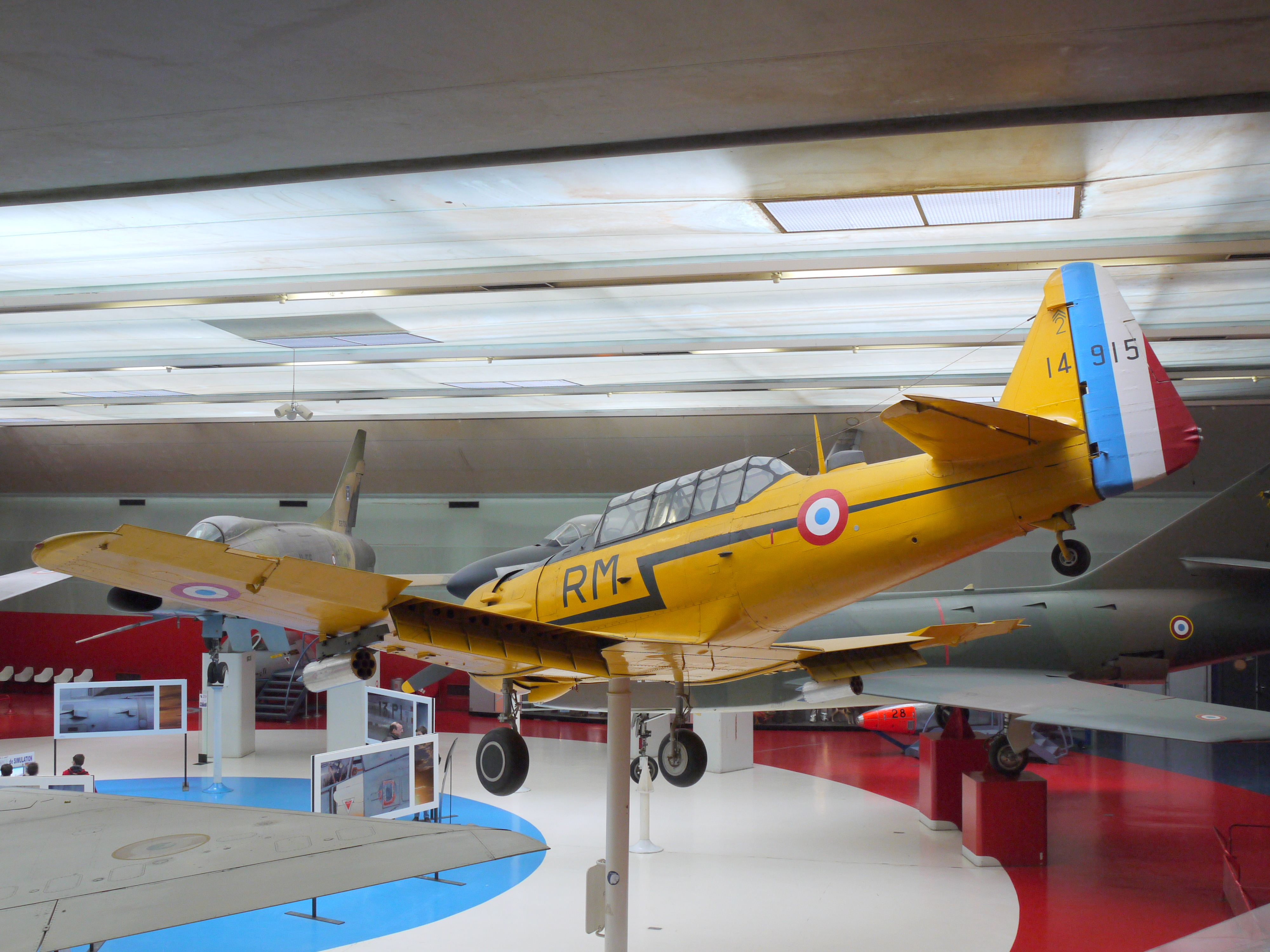
North American T-6 z otwartymi klapami krokodylowymi

Klapa krokodylowa – została opatentowana w 1924 roku przez Orvilla Wrighta i Jamesa M.H. Jacobsa. Była powszechnie stosowana, zwłaszcza w samolotach wojskowych. Posiada zbliżoną konstrukcję do klapy zwykłej, lecz ruchoma część stanowi spód profilu. Jest również bardziej efektywna od klapy zwykłej (zakres wychylenia klapy to od 0° do 60°). Klapa krokodylowa powoduje większy przyrost siły oporu bez utraty siły nośnej, dzięki czemu może być używana jako hamulec aerodynamiczny. Jest to jedyny rodzaj klapy, który można zastosować także pod kadłubem, a mechanizm wysuwania klapy nie jest skomplikowany.
Junkersa – podobne do zwykłych, jednak umieszczone za krawędzią spływu.
Klapa Fowlera – nazwa klapy pochodzi od imienia wynalazcy Harlana D. Fowlera. Konstrukcja klapy Fowlera jest zbliżona do klapy krokodylowej. Różnica w konstrukcji polega na przesuwaniu się zawiasu umożliwiającego wychylenie się klapy Fowlera w kierunku krawędzi spływu, zwiększając tym samym powierzchnię skrzydła. Wysklepienie klapy zwiększa krzywiznę linii szkieletowej profilu, tym samym zwiększając współczynnik siły nośnej. W pozycji wysuniętej między noskiem klapy a profilem tworzy się szczelina, przez którą klapa jest zasilana dodatkowymi strugami powietrza. Odbywa się to podobnie jak w slotach. Klapy Fowlera są uważane za jedną z pierwszych nowoczesnych metod mechanizacji skrzydła. Pierwszy samolot wyposażony w tego typu mechanizację skrzydła to Lockheed L-14 (1937 rok).
Klapa szczelinowa – zasada działania klapy szczelinowej jest zbliżona do obowiązującej w klapie Fowlera. Klapa szczelinowa została zaprojektowana tak, aby zminimalizować odrywanie się strug powietrza na górnej powierzchni. Klapa w czasie otwierania obraca się w dół i jednocześnie przesuwa się do tyłu. Ruch klapy zatrzymuje się dopiero wówczas, gdy pomiędzy noskiem klapy a częścią nieruchomą skrzydła powstanie szczelina. Ze względu na różnicę ciśnień pomiędzy dolną a górną powierzchnią przekroju skrzydła następuje przepływ powietrza przez szczelinę. Powietrze dostarcza dodatkowej energii kinetycznej do warstwy przyściennej na górnej powierzchni klapy i w ten sposób powiększa się powierzchnia opływu laminarnego. Ponadto wysunięcie klapy zwiększa powierzchnię skrzydła.
Klapa z nadmuchem – dowolny typ klapy wyposażony w dodatkowy system nadmuchiwania zabezpieczający strumień powietrza przed oderwaniem od powierzchni klapy. Źródłem tej energii może być dodatkowy strumień powietrza ze sprężarki silnika turboodrzutowego lub gazy wylotowe. W przypadku zastosowania spalin wymaga zastosowania materiałów żaroodpornych w konstrukcji skrzydła.
Podział klap szczelinowych ze względu na liczbę posiadanych szczelin:
- jednoszczelinowa – jest to najprostsza pod względem budowy i mechanizacji klapa szczelinowa, wyposażona tylko w jeden panel. Maksymalne wychylenie klapy w dół to 30° – 35°. Obecnie nie stosuje się jej w żadnym samolocie pasażerskim, lecz znalazła zastosowanie jako klapolotka (z ang. flaperon) w samolotach wojskowych[7].

- dwuszczelinowa – jest to rozwinięcie klapy jednoszczelinowej, a dokładnie wyposażenie jej w dodatkowy panel. Klapa dwuszczelinowa charakteryzuje się konfiguracją posiadającą większy współczynnik siły nośnej. Ten rodzaj klapy jest cięższy od jednoszczelinowej i posiada bardziej skomplikowany mechanizm wypuszczania. Wychylenie klapy w pozycji do lądowania wynosi do 65°. Klapy dwuszczelinowe były stosowane w McDonnell Douglas DC-9/MD-80.

- trójszczelinowe – najbardziej rozbudowany typ klapy szczelinowej, wyposażony w trzy panele wychylne w dół do 80°. W znacznym stopniu zwiększają powierzchnię skrzydeł i krzywiznę linii szkieletowej profilu. Klapy trójszczelinowe posiadają bardzo skomplikowany i rozbudowany mechanizm wypuszczania, który musi wytrzymywać duże obciążenia aerodynamiczne. Klapy tego typu są stosowane między innymi w samolotach Boeing 737 i 747[8].

Klapa Kruegera – klapa przednia. Ten typ klapy jest obecnie stosowany w jednym z największych pasażerskich samolotów świata – Boeing 747. Posiada korzystniejszy kształt, który jest w stanie stworzyć znacznie lepszą krzywiznę linii szkieletowej, co wpływa na poprawę właściwości aerodynamicznych (w porównaniu do pozostałych klap Kruegera) i zwiększenie współczynnika siły nośnej Cz w porównaniu z wcześniej opisanymi. Panele klapy wykonane są z włókna szklanego, dzięki czemu element ten jest lżejszy, a siłowniki umożliwiające wypuszczenie klap mogą być słabsze. Tego typu klapy wyposażone są w skomplikowany mechanizm wypuszczania, dzięki czemu elementy składowe muszą być wykonane z dużą dokładnością.
Istnieją także klapy na krawędzi natarcia skrzydła (np. klapy manewrowe na samolocie F-16), natomiast na samolotach komunikacyjnych szeroko stosowane są tzw. sloty (skrzela).